# FIS wereldkampioenschappen snowboarden 1999
De wereldkampioenschappen snowboarden 1999 werden van 12 tot en met 17 januari 1999 gehouden in Berchtesgaden, Duitsland. Er stonden tien onderdelen op het programma, vijf voor mannen en vijf voor vrouwen. Het onderdeel slalom werd vervangen door het onderdeel parallelreuzenslalom.

## Medailles

### Mannen
| Onderdeel            | Goud               | Goud | Zilver            | Zilver | Brons             | Brons |
| -------------------- | ------------------ | ---- | ----------------- | ------ | ----------------- | ----- |
| Halfpipe             | Ricky Bower        | USA  | Fredrik Sterner   | SWE    | Timo Aho          | FIN   |
| Reuzenslalom         | Markus Ebner       | GER  | Maxence Idesheim  | FRA    | Stefan Kaltschütz | AUT   |
| Parallelreuzenslalom | Richard Rikardsson | SWE  | Stefan Kaltschütz | AUT    | Harald Walder     | AUT   |
| Parallelslalom       | Nicolas Huet       | FRA  | Mathieu Bozzetto  | FRA    | Werner Ebenhauer  | AUT   |
| Snowboardcross       | Henrik Jansson     | SWE  | Magnus Sterner    | SWE    | Zeke Stegall      | AUS   |

### Vrouwen
| Onderdeel            | Goud              | Goud | Zilver             | Zilver | Brons          | Brons |
| -------------------- | ----------------- | ---- | ------------------ | ------ | -------------- | ----- |
| Halfpipe             | Kim Stacey        | USA  | Doriane Vidal      | FRA    | Anna Hellman   | SWE   |
| Reuzenslalom         | Margherita Parini | ITA  | Lidia Trettel      | ITA    | Sondra Van Ert | USA   |
| Parallelreuzenslalom | Isabelle Blanc    | FRA  | Rosey Fletcher     | USA    | Aasa Windahlt  | SWE   |
| Parallelslalom       | Marion Posch      | FRA  | Isabelle Blanc     | FRA    | Sandra Farmand | GER   |
| Snowboardcross       | Julie Pomagalski  | FRA  | Maria Tichvinskaja | RUS    | Olivia Guerrey | FRA   |

### Medaillespiegel
| Plaats | Land             | Goud | Zilver | Brons | Totaal |
| 1      | Frankrijk        | 4    | 4      | 1     | 9      |
| 2      | Zweden           | 2    | 2      | 2     | 6      |
| 3      | Verenigde Staten | 2    | 1      | 1     | 4      |
| 4      | Italië           | 1    | 1      | 0     | 2      |
| 5      | Duitsland        | 1    | 0      | 1     | 2      |
| 6      | Oostenrijk       | 0    | 1      | 3     | 4      |
| 7      | Rusland          | 0    | 1      | 0     | 1      |
| 8      | Australië        | 0    | 0      | 1     | 1      |
| 8      | Finland          | 0    | 0      | 1     | 1      |
| Totaal | Totaal           | 10   | 10     | 10    | 30     |